# Escut de Torregrossa
L'escut de Torregrossa és un símbol oficial d'aquest municipi del Pla d'Urgell i es descriu mitjançant el llenguatge tècnic de l'heràldica amb el següent blasonament:
«Escut caironat: de gules, una torre oberta d'argent, acostada de dos monts floronats d'or. Per timbre, una corona mural de poble.»

## Disseny
La composició de l'escut està formada sobre un fons en forma de quadrat recolzat sobre un dels seus vèrtexs, anomenat escut caironat, segons la configuració difosa a Catalunya i d'altres indrets de l'antiga Corona d'Aragó i adoptada per l'administració a les seves especificacions per al disseny oficial dels municipis dels ens locals. És de color vermell (gules), amb la representació heràldica a l'estil medieval català d'una torre, amb el cos rectangular sobre tres esglaons, merletada amb 4 merlets i una porta i dues o tres finestres, de color blanc o gris clar (argent) i amb la porta i les finestres del color del fons (oberta). A cada lateral de la torre (acostada) hi ha un dibuix heràldic d'un mont floronat, que és la unió d'un mont i una flor de lis de color groc (or).
L'escut està acompanyat a la part superior d'un timbre en forma de corona mural, que és l'adoptada pel Departament de Governació d'Administracions Locals de la Generalitat de Catalunya per timbrar genèricament els escuts dels municipis. En aquest cas, es tracta d'una corona mural de poble, que bàsicament és un llenç de muralla groc (or) amb portes i finestres de color negre (tancat de sable), amb quatre torres merletades, de les quals se'n veuen tres.

## Història

Escut d'armes dels Montsuar: De gules, un mont floronat d'or; la bordura de peces d'or

L'Ajuntament va acordar en ple iniciar l'expedient d'adopció de l'escut el dia 29 de novembre de 2007. Després dels tràmits reglamentaris, l'escut es va aprovar el 23 de desembre de 2010 i fou publicat al DOGC número 5.797 de 17 de gener de 2011.
La torre, un senyal parlant, és l'element identificador tradicional del municipi. Els dos monts floronats d'or són extrets de les armes dels Montsuar, que entre els segles xiv i xvii van ser els senyors jurisdiccionals de la localitat.